# Aquarien Terrarien
Aquarien Terrarien  war eine Fachzeitschrift für die Tierhaltung in Aquarien und Terrarien.
Die Untertitel der Zeitschrift wechselten im Laufe der Zeit:
Aus Anfangs Monatszeitschrift für alle Gebiete der Aquarien- und Terrarienkunde wurde 1963 Monatsschrift für Ornithologie und Vivarienkunde. 1975 wurde der Untertitel in Monatsschrift für Vivarienkunde und Zierfischzucht. geändert.
Die Zeitschrift erschien 1953 bis Ende 1955 zweimonatlich, ab dem 3. Jahrgang monatlich bis Dezember 1990 beim Urania Verlag in Berlin, Herausgeber war der Kulturbund der DDR.
Der erste verantwortliche Redakteur war der Schriftsteller Reimar Gilsenbach sowie Dieter Vogt. Ihm folgte 1965 der Regisseur Hans-Albert Pederzani. 1980 übernahm Helmut Stallknecht die Leitung.
Die Zeitung brachte hauptsächlich Artikel zur Aquaristik, in geringeren Maße zur Terraristik.
Das Format entsprach etwa DIN A5. Sie hatte etwa 30 Seiten und kostete 1,20 Mark. Zunächst nur mit einfarbigem Einband, gab es ab Ausgabe 5/1954 auch Ausgaben mit farbigen Einbänden. Autoren waren neben den oben genannten Redakteuren unter vielen anderen Hans-Joachim Richter und Hans Joachim Paepke. Auch Arend van Nieuwenhuizen und Ruda Zukal schrieben für die Aquarien Terrarien.
Nach der Wiedervereinigung wurde das Magazin von der westdeutschen Fachzeitschrift DATZ übernommen.